# Onthophagus danumensis
Onthophagus danumensis es una especie de insecto del género Onthophagus de la familia Scarabaeidae del orden Coleoptera.

## Historia
Fue descrita científicamente por primera vez en el año 2009 por Ochi, Kon & Barclay.